# (4051) Hatanaka
(4051) Hatanaka ist ein Hauptgürtelasteroid, der am 1. November 1978 von Kōichirō Tomita vom Observatoire de Calern aus entdeckt wurde.
Der Asteroid wurde nach dem japanischen Astronomen Takeo Hatanaka (1914–1963) benannt.